# روبرت لين (فيزيائي)
روبرت لين (بالإنجليزية: Robert Lin)‏ هو فيزيائي أمريكي، ولد في 24 يناير 1942، وتوفي في 17 نوفمبر 2012 في بيركيلي في الولايات المتحدة.